# Cyrtauchenius
Cyrtauchenius es un género de arañas migalomorfas de la familia Cyrtaucheniidae. Se encuentra la Cuenca del Mediterráneo; una especie de Norteamérica parece un error de etiquetado.

## Lista de especies
Según The World Spider Catalog 11.5:
- Cyrtauchenius artifex (Simon, 1889)
- Cyrtauchenius bedeli Simon, 1881
- Cyrtauchenius bicolor (Simon, 1889)
- Cyrtauchenius castaneiceps (Simon, 1889)
- Cyrtauchenius dayensis Simon, 1881
- Cyrtauchenius doleschalli Ausserer, 1871
- Cyrtauchenius inops (Simon, 1889)
- Cyrtauchenius latastei Simon, 1881
- Cyrtauchenius longipalpus (Denis, 1945)
- Cyrtauchenius luridus Simon, 1881
- Cyrtauchenius maculatus (Simon, 1889)
- Cyrtauchenius obscurus Ausserer, 1871
- Cyrtauchenius structor (Simon, 1889)
- Cyrtauchenius talpa Simon, 1891
- Cyrtauchenius terricola (Lucas, 1846)
- Cyrtauchenius vittatus Simon, 1881
- Cyrtauchenius walckenaeri (Lucas, 1846)

Varias especies se han transferido al género Amblyocarenum Simon, 1892